# 大田原寿清
大田原 寿清（おおたわら ひさきよ、延享3年（1746年）または延享2年（1745年） - 宝暦6年7月4日（1756年7月30日））は、江戸時代中期の下野大田原藩の嫡子。母は大村純庸の娘。幼名は鉄之助。
第8代藩主である大田原友清の長男で世子であったが、父に先立って宝暦6年（1756年）7月4日に早世した。代わって、弟の大田原庸清が世子となって第9代藩主を継ぐこととなる。享年11。